# Lindi
Lindi je grad i omanja luka na jugoistoku Tanzanije, na obali Indijskog oceana, 100 km sjeverno od granice s Mozambikom. Centar je i upravno sjedište istoimene regije. Indijci i Arapi su vlasnici većine trgovina, a Islam je većinska religija.
Godine 2002. Lindi je imao 29.178 stanovnika.